# Dragun
Dragun ist eine Gemeinde im Landkreis Nordwestmecklenburg in Mecklenburg-Vorpommern in Deutschland. Die Gemeinde wird vom Amt Gadebusch mit Sitz in der Stadt Gadebusch verwaltet.

## Geografie
Die Gemeinde Dragun liegt östlich der Kleinstadt Gadebusch und etwa zwölf Kilometer nordwestlich der Landeshauptstadt Schwerin. Das Gemeindegebiet fällt nach Osten zur oberen Stepenitz mit dem Cramoner See ab. Direkt nördlich des Ortes Dragun liegt der Vietlübber See.
Der Eigenheimbau der letzten Jahre bewirkte einen Anstieg der Einwohnerzahl um 75 %; typisch für mecklenburgische Gemeinden in der Nähe von großen Städten.
Umgeben wird Dragun von den Nachbargemeinden Mühlen Eichsen im Nordosten, Cramonshagen im Osten, Brüsewitz im Süden, Lützow im Südwesten, Gadebusch im Westen sowie Veelböken im Nordwesten.
Ortsteile
Zu Dragun gehören die Ortsteile Dragun, Drieberg, Drieberg Dorf, Neu Dragun und Vietlübbe.

## Geschichte
Dragun wurde 1230 erstmals urkundlich erwähnt. Der Name leitet sich vermutlich von Dragun, dem slawischen Lokator, ab.
Drieberg mit Hof Drieberg war Ende der 1920er Jahre fiskalisches Eigentum des Freistaates Mecklenburg-Schwerin. Der landwirtschaftliche Betrieb mit umfangreichen 399 ha wurde an Hans Ludwig Peitzner in Pacht gegeben. 1940 lebten in Drieberg Hof 108 Einwohner, davon waren 53 männlichen Geschlechts.
Drieberg Dorf bestand bis zur Bodenreform aus acht Höfen in der Größe zwischen 14 und 32 ha. Der kleinste Hof gehörte der Familie Otto Malchow, Hof Nr. 4 von Heinrich Böthling verfügte über 32 ha. 1940 wohnten in Drieberg Dorf 92 Personen, davon 45 weiblich.
Neu Dragun gehörte zum Kirchspiel Vietlübbe. 1852 hatte der gesamte Bereich Dragun, Neu-Dragun, mit Frauenmark, Neu-Frauenmark, Neukrug, anteilig Passow, Pätrow, Rosenow, Veelböcken und Vietlübbe 1006 Einwohner (Seelenzahl). In Neu Dragun war lange ein staatliches Forstrevier.
Vietlübbe wurde 1230 erstmals urkundlich als Vitelube erwähnt. Der Name kommt aus dem Altslawischen und bedeutet so viel wie Ort der Familie Vitolub oder Ort des Vitolub, des Gewinnliebenden. Die spätromanische Kirche wurde 1230 im Ratzeburger Zehntregister erwähnt. Um 1600 sind der Familie von Halberstadt Besitzungen im Ort zuzuordnen. Vietlübbe hatte ein Rittergut. Dies gehörte zuletzt der spät nobilitierten Familie von Leers. Das Adelsgeschlecht bildete ein genealogisches Haus Vietlübbe heraus. Johann Jakob sen. Leers (* 1701) war noch im bürgerlichen Stand der erste Vertreter vor Ort. Sein gleichnamiger Sohn Johann Jakob jun. von Leers (* 1732; † 1814), verheiratet mit Kaufmannstochter Anna Maria Konow, war Amtsrat, Geheimer Finanz- und Domainenrat, wurde 1791 in den Reichsadelsstand erhoben. Die mecklenburgisch-schwerinsche Anerkennung folgte acht Monate danach. Dessen Sohn Johann Jakob (III.) von Leers verfügte über mehrere Güter und stiftete einige Familienfideikommisse. Er war zudem Oberst und Landrat und standesgemäß mit Luise von Bischoffshausen. Erster Fideikommissherr auf Vietlübbe war der Nachfahre Gustav von Leers (* 1812; † 1879). Ihm gehörte auch Gut Schönfeld. Kurt von Leers beerbte seinen Großvater. Nach dem 1928, also kurz vor der großen Wirtschaftskrise, letztmals amtlich publizierten Güter-Adressbuch Mecklenburg gehörten zum Allodialgut Vietlübbe 707 ha. Davon waren 540 ha Ackerflächen und 83 ha Waldbesitz. Vietlübbe war verpachtet an Hauptmann a. D. Siegfried Schulz. Als Eigentümer galten die Kurt von Leer’s Erben, dazu gehörte der NS-Schriftsteller Johann von Leers sowie offiziell dessen Brüder Werner von Leers (* 1904; † 1954) und der an den Folgen der KZ-Haft 1940 verstorbene Kurt Matthias von Leers.

## Dienstsiegel
Die Gemeinde verfügt über kein amtlich genehmigtes Hoheitszeichen, weder Wappen noch Flagge. Als Dienstsiegel wird das kleine Landessiegel mit dem Wappenbild des Landesteils Mecklenburg geführt. Es zeigt einen hersehenden Stierkopf mit abgerissenem Halsfell und Krone und der Umschrift „GEMEINDE DRAGUN • LANDKREIS NORDWESTMECKLENBURG“.

## Sehenswürdigkeiten

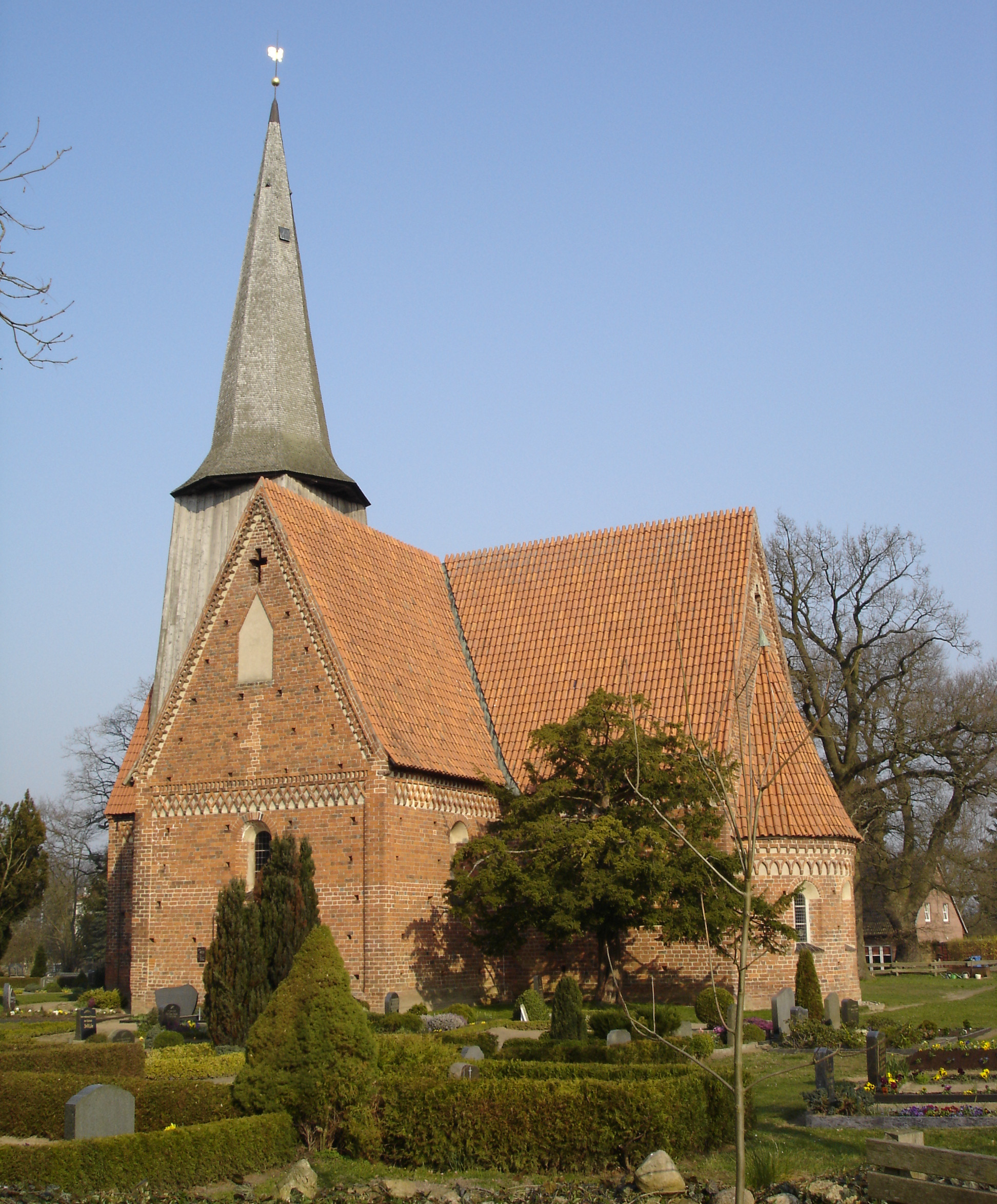
Dorfkirche Vietlübbe

- Die romanische Dorfkirche Vietlübbe, die inzwischen mit großem Aufwand saniert wurde, entstand im 12. Jahrhundert auf einem kreuzförmigen Grundriss. Sie wurde 1230 erwähnt.
- Das Gutshaus Drieberg Hof aus dem 19. Jahrhundert wurde saniert. Hier war das Stammgut[12] der Familie von Drieberg.

## Verkehrsanbindung
Dragun liegt an der Verbindungsstraße von Schwerin nach Gadebusch, die etwas weiter nördlich parallel zur Bundesstraße 104 entlangführt. In Gadebusch befindet sich der nächste Bahnhof, ab Schwerin bestehen überregionale Anschlüsse.

## Persönlichkeiten
- Bernhard Schmidt (* 1825 in Dragun; † 1892 in Weimar), Opernsänger und Schauspieler
- Johann von Leers (* 1902 in Vietlübbe; † 1965 in Kairo), NS-Publizist und Jurist
- Karl Kranzkowski (* 1953 in Drieberg), Schauspieler